# Harrison Reed (Eishockeyspieler)
Harrison Reed (* 18. Januar 1988 in Newmarket, Ontario) ist ein kanadischer Eishockeyspieler, der seit 2023 bei den Black Dragons Erfurt in der Oberliga Nord unter Vertrag steht.

## Karriere
Harrison Reed wurde beim NHL Entry Draft 2006 von den Carolina Hurricanes in der 3. Runde an 93. Position gezogen.
Am 3. März 2010 wechselte Reed zusammen mit Stéphane Yelle im Tausch für Cédric McNicoll und den Sechstrunden-Draftpick beim NHL Entry Draft 2010 von der Organisation der Carolina Hurricanes zum Franchise Colorado Avalanche. Dort wurde der Stürmer beim Farmteam Lake Erie Monsters in der AHL eingesetzt. Zusätzlich lief Reed im Zeitraum bis 29. Dezember 2010 in 28 Spielen für die Tulsa Oilers aus der CHL auf. Anfang September 2011 schloss er sich Toledo Walleye aus der ECHL an. In der Saisonvorbereitung bestritt Reed das Trainingscamp der Rockford IceHogs aus der AHL, deren Farmteam Walleye darstellt, kehrte aber nach Toledo zurück. Während der Spielzeit lief der Rechtsschütze dann zusätzlich im Rahmen von Try-Out-Verträgen für die Lake Erie Monsters und die Houston Aeros aus der AHL auf. Am 5. September 2012 gab Stockton Thunder die Verpflichtung des Kanadiers bekannt. In der Saison 2012/13 spielte Reed in der ECHL für Stockton, daneben absolvierte er während der Saison ein erneutes Gastspiel bei den Lake Erie Monsters in der AHL.
Reed wurde im Juli 2013 von den Eispiraten Crimmitschau unter Vertrag genommen. In seiner ersten Saison in Europa bildet er zusammen mit Max Campbell ein sehr torgefährliches Angriffsduo: Dabei erzielte er 40 Tore, erreichte 50 Assists und war mit 90 Punkten zusammen mit Justin Kelly Topscorer der DEL2. Nach einem Jahr in Crimmitschau verpflichteten im April 2014 die Straubing Tigers aus der DEL den Kanadier. Bei den Tigers war Reed in der Saison 2014/15 teamintern zweitbester Scorer.
Im Juni 2015 kehrte er in die zweite Spielklasse zurück, als er – genau wie Max Campbell – von den Dresdner Eislöwen verpflichtet wurde. Im Gegensatz zu Campbell konnte Reed bei den Eislöwen überzeugen, wurde Topscorer des Teams (67 Spiele, 64 Punkte, 28 Tore) und führte die Mannschaft zusammen mit Mark Cullen und Teemu Rinkinen bis in das Playoff-Halbfinale. Anschließend wechselte Reed in die erste dänische Liga, die Metal Ligaen, wo er bei Sønderjyske Ishockey ebenfalls Topscorer wurde und das Team in die Playoffs führte. Nach einem Jahr in Dänemark zog er weiter nach Norwegen zum norwegischen Serienmeister Stavanger Oilers. Das gesamte Team der Oilers spielte zu Beginn der Saison 2017/18 unter den Erwartungen, so dass sich die Verantwortlichen des Klubs dazu entschlossen, neben Reed noch einen weiteren Kontingentspieler frei zustellen. Wenige Tage später kehrte Reed zu den Eislöwen in die DEL2 zurück. Bei den Eislöwen stand er bis zum Ende der Saison 2018/19 unter Vertrag, erreichte jedoch auch aufgrund einer langen Verletzung nicht die Konstanz und Torgefährlichkeit seines ersten Engagements.

## Erfolge und Auszeichnungen
- 2005 J.-Ross-Robertson-Cup-Gewinn mit den London Knights
- 2005 Memorial-Cup-Gewinn mit den London Knights
- 2014 Topscorer der DEL2 (gemeinsam mit Justin Kelly)
- 2014 Bester Torschütze der DEL2
- 2014 Stürmer des Jahres der DEL2

## Karrierestatistik
(Legende zur Spielerstatistik: Sp oder GP = absolvierte Spiele; T oder G = erzielte Tore; V oder A = erzielte Assists; Pkt oder Pts = erzielte Scorerpunkte; SM oder PIM = erhaltene Strafminuten; +/− = Plus/Minus-Bilanz; PP = erzielte Überzahltore; SH = erzielte Unterzahltore; GW = erzielte Siegtore; 1 Play-downs/Relegation; Kursiv: Statistik nicht vollständig)